# The Pretty Things Are Going to Hell
"The Pretty Things Are Going to Hell" é uma canção composta por David Bowie e Reeves Gabrels para o álbum Hours, de 1999. A faixa foi lançada como single no Japão e na Austrália em outubro de 1999.

## Faixas[1]

### CD: EMI/Virgin / 7243 8 96293 2 3 (Australia)
1. "The Pretty Things Are Going to Hell" - 4:40
2. "The Pretty Things Are Going to Hell (edit)" - 3:59
3. "We Shall Go to Town" - 3:56
4. "1917" - 3:27

### CD Promocional: EMI/Virgin / DPRO-14338 (EUA)
1. "The Pretty Things Are Going to Hell (edit)" - 3:59
2. "The Pretty Things Are Going to Hell (Call out hook #1)" - 0:11
3. "The Pretty Things Are Going to Hell (Call out hook #1)" - 0:11
4. "Thursday's Child (Radio edit)" - 4:25
5. "Thursday's Child (Call out hook #1)" - 0:12
6. "Thursday's Child (Call out hook #2)" - 0:12

## Créditos
Produtores:
- David Bowie
- Reeves Gabrels

Musicians:
- David Bowie: vocais
- Reeves Gabrels: guitarra
- Mark Plati: baixo
- Mike Levesque: bateria